# Liu Xiang (pływaczka)
Liu Xiang (chiń. 刘湘; pinyin Liú Xiāng; ur. 1 września 1996 w Kantonie) – chińska pływaczka specjalizująca się w stylu dowolnym i grzbietowym, brązowa medalistka mistrzostw świata i rekordzistka świata na 50 m stylem grzbietowym.

## Kariera
W 2015 roku na mistrzostwach świata w Kazaniu zdobyła brązowy medal na dystansie 50 m stylem grzbietowym, uzyskawszy czas 27,58. Na 50 m stylem dowolnym odpadła w półfinale i zajęła ostatecznie 11. miejsce z wynikiem 24,78.
Rok później, podczas igrzysk olimpijskich w Rio de Janeiro uplasowała się w ostatniej z tych konkurencji na 18. pozycji ex aequo z Egipcjanką Faridą Osman i Kanadyjką Michelle Williams (24,91).
Na mistrzostwach świata w Budapeszcie w lipcu 2017 roku w finale 50 m stylem dowolnym z rezultatem 24,58 zajęła szóste miejsce ex aequo z Francuzką Anną Santamans i Australijką Bronte Campbell.
Dwa miesiące później, podczas igrzysk chińskich w Tiencinie w eliminacjach, a następnie w półfinale 50 m kraulem poprawiła rekord Azji, uzyskawszy odpowiednio czasy 24,32 i 24,04.
21 sierpnia 2018 roku na igrzyskach azjatyckich w Dżakarcie pobiła rekord świata na 50 m stylem grzbietowym, uzyskawszy czas 26,98 s. Liu jest pierwszą kobietą, która przepłynęła ten dystans poniżej 27 sekund.

## Rekordy świata
| Data             | Miejsce  | Konkurencja             | Rezultat | Status   |
| ---------------- | -------- | ----------------------- | -------- | -------- |
| 21 sierpnia 2018 | Dżakarta | 50 m stylem grzbietowym | 26,98 s  | aktualny |